# Quận Starr, Texas
Quận Starr (tiếng Anh:Starr County) là một quận trong tiểu bang Texas, Hoa Kỳ. Quận lỵ đóng ở thành phố Rio Grande City6. Theo kết quả điều tra dân số năm 2000 của Cục điều tra dân số Hoa Kỳ, quận có dân số 53.597 người.